# Um Pedaço de Mim
Um Pedaço de Mim foi o décimo quinto álbum da carreira do cantor Amado Batista lançado em 1992 pela gravadora BMG. Os destaques musicais são as músicas Vida Cor de Rosa, Quarto Negro e Um Pedaço de Mim. Em poucas semanas, após o seu lançamento, esse disco vendeu cerca de 600 mil cópias, chegando a superar a marca de 1 milhão de cópias vendidas.

## Discografia
1. Quarto Negro
2. Vida Cor de Rosa
3. Eu e Ela
4. Não Aceito Desculpas
5. Mais e Mais Nos Amamos
6. Não Vou Te Esquecer
7. Um Pedaço de Mim
8. Corrida do Amor
9. Separação
10. Não Vivo Sem Você
11. Cheiro de Amor
12. Musa Inspiradora